# Мала Мажарка
Мала Мажарка (рос. Малая Мажарка) — присілок в Краснооктябрському районі Нижньогородської області Російської Федерації.
Населення становить 59 осіб. Входить до складу муніципального утворення Краснооктябрський округ.

## Історія
До травня 2022 року входило до складу муніципального утворення Салганська сільрада.

## Населення
| 2002 | 2010 |
| ---- | ---- |
| 97   | ↘59  |